# Augustyn Locci
Augustyn Locci (ur. ok. 1601 w Narni, zm. 1660) – włoski inżynier-machinista, scenograf, projektant kostiumów, dekorator wnętrz, architekt na dworze Wazów.

## Życiorys
Syn Erazma i Wiktorii z domu Raymundi (Raimondi), osiadł w Polsce około 1630 roku i pozostawał w służbie trzech kolejnych władców z dynastii Wazów – Zygmunta III, Władysława IV i Jana II Kazimierza. Kierował pracami konserwatorskimi i dekoracyjnymi na Zamku Ujazdowskim i planował otaczający go ogród. Projektował park i pałac Kazimierzowski (Villa Regia) przy Krakowskim Przedmieściu. Według jego założeń przestrzennych ustawiona została kolumna Zygmunta III. Głównym zajęciem było konstruowanie machin teatralnych oraz przemyślnych dekoracji do oper i baletów w królewskim teatrze. Dekoracje teatralne Locciego były podziwiane przez współczesnych, wśród nich nuncjusz papieski Mario Filonardi chwalił jego osiągnięcia. Podobnie Francuz J. Le Labourer w opisie wjazdu królowej Ludwiki Marii pisał z zachwytem o scenografii do opery „Eros i Psyche”. Architektem królewskim był do 1651 roku, zmarł w 1660 roku.
Mieszkał wraz z rodziną na zamku w Warszawie co oznacza, że miał wysoką pozycję na dworze królewskim. Z małżeństwa z Urszulą Dorotą Gizą, mieszczanką z Krakowa, pozostawił dzieci – Augustyna, Franciszka, Kazimierza, Jana i córkę Cecylię, zakonnicę. Wdowa wyszła ponownie za mąż za Jerzego Pipana, sekretarza królewskiego.
Profesję ojca kontynuował tylko syn Augustyn Wincenty, pozostali zajmowali się gospodarstwem rolnym własnym lub dzierżawionym. Franciszek Locci był dzierżawcą folwarku w Byczynie (dzisiaj dzielnica miasta Jaworzna), który wtedy należał do sławkowskiego klucza biskupa krakowskiego. Potomstwo pozostawił tylko Kazimierz Locci.

## Wybrane realizacje
- Sala teatralna na Zamku Królewskim w Warszawie dla króla Władysława IV.
- przebudowa Villa Regia w Warszawie w 1650 r.
- Kolumna Zygmunta III Wazy
- projekt kościoła pijarów w Warszawie (niezrealizowane mauzoleum dynastii Wazów)
- Kolegiata św. Józefa w Klimontowie (przypuszczalnie)